# Pallavicinia lyellii
Pallavicinia lyellii es una espècie d'hepàtica de la família Pallaviciniaceae. A la península Ibèrica es pot trobar a: Asturias, Cáceres, Cádiz, Girona, Lugo, Salamanca, Algarve, Beira Alta, Beira Litoral, Douro Litoral, Estremadura. Sol viure en sòls àcids, humits i ombrejats